# Stephanie Mouwandji Itsopault
Stephanie Mouwandji Itsopault là một chính trị gia người Gabon. Bà hiện tại   là Bộ trưởng các vấn đề xã hội và nhà ở quốc gia dưới Đảng Dân chủ Gabon (Parti démocratique gabonais) (PDG).